# Claude de Vin, Mademoiselle des Œillets
Claude de Vin, Mademoiselle des Œillets (Provence, 1637 - Parijs, 18 mei 1687) was een Franse hofdame en maîtresse van Lodewijk XIV van Frankrijk.

## Biografie
Claude de Vin des Œillets was een dochter van de acteurs Nicolas de Vin en Alix Faviot. Haar ouders speelde diverse rollen in de tragedies van Pierre Corneille en Jean Racine. In 1668 kwam ze in dienst van de familie De Rochechouart en bij Madame de Montespan. Via haar kwam ze uiteindelijk ook in dienst als hofdame van koningin Maria Theresia van Oostenrijk. Als gezelschapsdame van Madame de Montespan kwam haar naam ook naar voren in de Gifaffaire. Uit de verhalen die loskwamen uit de martelingen werd gezegd dat Des Œillets wraak had willen nemen op de koning omdat hij haar aan de kant had geschoven. Toch besloot de markies van Louvois haar niet vervolgen. Wel werd ze voor korte tijd ondervraagd in het Kasteel van Vincennes.
De Gifaffaire maakte wel een einde aan haar relatie met Lodewijk XIV en in 1678 verliet Des Œillets het hof. Ze sleet haar laatste dagen in haar huis aan de Rue Montmartre in Parijs, waar ze in 1687 overleed.

## Nageslacht
Uit haar affaire met Lodewijk XIV kreeg Des Œillets een dochter:
1. Louise de Maisonblanche (1676-1718), gehuwd met Bernard de Prez.